# Seznam dílů seriálu Haló, haló!
Toto je seznam dílů seriálu Haló, haló! Britská situační komedie Haló, haló! vznikala v období let 1982 až 1992 pro televizi BBC. Pilotní díl byl natočen v roce 1982, natáčení ostatních dílů první série začalo až o dva roky později. Premiéra seriálu v českém znění se uskutečnila v roce 1997.
Většina dílů navazuje na předešlý vývoj děje a obsahuje odkazy do minulé události. Na začátku každého dílu hlavní postava, René, krátce uvede diváky do obrazu, většinou shrne poslední události slovy, která začínají: „Asi se právě divíte, co dělám…“.

## Přehled řad
| Řada                       | Díly                       | Premiéra ve VB    | Premiéra ve VB     | Premiéra v Česku  | Premiéra v Česku  |
| Řada                       | Díly                       | První díl         | Poslední díl       | První díl         | Poslední díl      |
| -------------------------- | -------------------------- | ----------------- | ------------------ | ----------------- | ----------------- |
| Pilotní díl                | Pilotní díl                | 30. prosince 1982 | 30. prosince 1982  | 2. ledna 1997     | 2. ledna 1997     |
| 1                          | 7                          | 7. září 1984      | 26. října 1984     | 7. ledna 1997     | 21. ledna 1997    |
| 2                          | 6                          | 21. října 1985    | 25. listopadu 1985 | 22. ledna 1997    | 4. února 1997     |
| Vánoční speciál            | Vánoční speciál            | 26. prosince 1985 | 26. prosince 1985  | 5. února 1997     | 5. února 1997     |
| 3                          | 6                          | 5. prosince 1986  | 9. ledna 1987      | 6. února 1997     | 19. února 1997    |
| 4                          | 6                          | 7. listopadu 1987 | 12. prosince 1987  | 20. února 1997    | 6. března 1997    |
| 5                          | 26                         | 3. září 1988      | 25. února 1989     | 11. března 1997   | 8. května 1997    |
| 6                          | 8                          | 2. září 1989      | 21. října 1989     | 13. května 1997   | 28. května 1997   |
| 7                          | 10                         | 5. ledna 1991     | 16. března 1991    | 29. května 1997   | 24. června 1997   |
| Vánoční speciál            | Vánoční speciál            | 24. prosince 1991 | 24. prosince 1991  | 26. června 1997   | 26. června 1997   |
| 8                          | 7                          | 5. ledna 1992     | 1. března 1992     | 1. července 1997  | 22. července 1997 |
| 9                          | 6                          | 9. listopadu 1992 | 14. prosince 1992  | 24. července 1997 | 12. srpna 1997    |
| The Best of 'Allo 'Allo!   | The Best of 'Allo 'Allo!   | 17. srpna 1994    | 17. srpna 1994     | nebylo vysíláno   | nebylo vysíláno   |
| The Return of 'Allo 'Allo! | The Return of 'Allo 'Allo! | 28. dubna 2007    | 28. dubna 2007     | nebylo vysíláno   | nebylo vysíláno   |

## Seznam dílů
České názvy dílů pocházejí z ČSFD. Na webu České televize, která seriál odvysílala, se názvy dílů neobjevují. V českém dabingu se název dílu nevyskytuje. První čtyři řady seriálu vyšly v Česku na DVD a názvy na přebalu se mnohdy liší od názvu na ČSFD. Název z DVD je označen poznámkou (DVD). 

### Pilotní díl (1982)
Pilotní díl seriálu je někdy uváděn samostatně, jindy jako první díl první série, jejíž ostatní díly pokračují s posunutým číslováním.
| Č. v seriálu | Původní název          | Český název        | Režie       | Scénář                     | Premiéra ve VB    | Premiéra v ČR |
| ------------ | ---------------------- | ------------------ | ----------- | -------------------------- | ----------------- | ------------- |
| 1            | The British Are Coming | Angláni přicházejí | David Croft | Jeremy Lloyd a David Croft | 30. prosince 1982 | 2. ledna 1997 |

### První řada (1984)
| Č. v seriálu | Č. v řadě | Původní název                            | Český název                                          | Režie       | Scénář                     | Premiéra ve VB | Premiéra v ČR  |
| ------------ | --------- | ---------------------------------------- | ---------------------------------------------------- | ----------- | -------------------------- | -------------- | -------------- |
| 2            | 1         | The British 'ave Come The Fallen Madonna | Angláni jsou tady                                    | David Croft | Jeremy Lloyd a David Croft | 7. září 1984   | 7. ledna 1997  |
| 3            | 2         | Pigeon Post                              | Holubí pošta                                         | David Croft | Jeremy Lloyd a David Croft | 14. září 1984  | 8. ledna 1997  |
| 4            | 3         | Saville Row to the Rescue                | Záchrana ze Saville Row Pošlete uniformy (DVD)       | David Croft | Jeremy Lloyd a David Croft | 21. září 1984  | 9. ledna 1997  |
| 5            | 4         | The Execution                            | Poprava                                              | David Croft | Jeremy Lloyd a David Croft | 28. září 1984  | 14. ledna 1997 |
| 6            | 5         | The Funeral                              | Pohřeb                                               | David Croft | Jeremy Lloyd a David Croft | 5. října 1984  | 15. ledna 1997 |
| 7            | 6         | Reds Nick Colonel                        | Plukovník slaví Plukovníkův únos (DVD)               | David Croft | Jeremy Lloyd a David Croft | 19. října 1984 | 16. ledna 1997 |
| 8            | 7         | The Dance of Hitler Youth                | Tanec Hitlerových hochů Jak tančí Hitlerjugend (DVD) | David Croft | Jeremy Lloyd a David Croft | 26. října 1984 | 21. ledna 1997 |

### Druhá řada (1985)
| Č. v seriálu | Č. v řadě | Původní název              | Český název                                          | Režie       | Scénář                     | Premiéra ve VB     | Premiéra v ČR  |
| ------------ | --------- | -------------------------- | ---------------------------------------------------- | ----------- | -------------------------- | ------------------ | -------------- |
| 9            | 1         | Six Big Boobies            | Šest velkých melounů Šest velkých balonků (DVD)      | David Croft | Jeremy Lloyd a David Croft | 21. října 1985     | 22. ledna 1997 |
| 10           | 2         | The Wooing of Widow Artois | Námluvy vdovy Artoisové Boj o vdovu Artoisovou (DVD) | David Croft | Jeremy Lloyd a David Croft | 28. října 1985     | 23. ledna 1997 |
| 11           | 3         | The Policeman Cometh       | Přichází polucista Polucista přichůzí (DVD)          | David Croft | Jeremy Lloyd a David Croft | 4. listopadu 1985  | 28. ledna 1997 |
| 12           | 4         | Swiftly and with Style     | Rychle a stylově                                     | David Croft | Jeremy Lloyd a David Croft | 11. listopadu 1985 | 29. ledna 1997 |
| 13           | 5         | The Duel                   | Souboj Duel (DVD)                                    | David Croft | Jeremy Lloyd a David Croft | 18. listopadu 1985 | 30. ledna 1997 |
| 14           | 6         | Herr Flick's Revenge       | Pomsta Herr Flicka                                   | David Croft | Jeremy Lloyd a David Croft | 25. listopadu 1985 | 4. února 1997  |

### Vánoční speciál (1985)
| Č. v seriálu | Původní název                                        | Český název   | Režie       | Scénář                     | Premiéra ve VB    | Premiéra v ČR |
| ------------ | ---------------------------------------------------- | ------------- | ----------- | -------------------------- | ----------------- | ------------- |
| 15           | The Gâteau from the Château Klinkerhoffen in Control | Dort ze zámku | David Croft | Jeremy Lloyd a David Croft | 26. prosince 1985 | 5. února 1997 |

### Třetí řada (1986–1987)
| Č. v seriálu | Č. v řadě | Původní název                            | Český název                     | Režie                    | Scénář                     | Premiéra ve VB    | Premiéra v ČR  |
| ------------ | --------- | ---------------------------------------- | ------------------------------- | ------------------------ | -------------------------- | ----------------- | -------------- |
| 16           | 1         | The Nicked Knockwurst                    | Ukradený salám                  | David Croft              | Jeremy Lloyd a David Croft | 5. prosince 1986  | 6. února 1997  |
| 17           | 2         | Gruber Does Some Mincing Gruber Carpeted | Gruber v ráži                   | David Croft a Robin Carr | Jeremy Lloyd a David Croft | 12. prosince 1986 | 11. února 1997 |
| 18           | 3         | The Sausage in the Wardrobe              | Salám ve skříni                 | David Croft a Robin Carr | Jeremy Lloyd a David Croft | 19. prosince 1986 | 12. února 1997 |
| 19           | 4         | Flight of Fancy                          | Letecký den                     | David Croft a Robin Carr | Jeremy Lloyd a David Croft | 26. prosince 1986 | 13. února 1997 |
| 20           | 5         | Pretty Maids All in a Row                | Služebné                        | David Croft a Robin Carr | Jeremy Lloyd a David Croft | 2. ledna 1987     | 18. února 1997 |
| 21           | 6         | The Great Un-Escape                      | Velký přítěk Velký neútěk (DVD) | David Croft a Robin Carr | Jeremy Lloyd a David Croft | 9. ledna 1987     | 19. února 1997 |

### Čtvrtá řada (1987)
| Č. v seriálu | Č. v řadě | Původní název                           | Český název                               | Režie                       | Scénář                     | Premiéra ve VB     | Premiéra v ČR  |
| ------------ | --------- | --------------------------------------- | ----------------------------------------- | --------------------------- | -------------------------- | ------------------ | -------------- |
| 22           | 1         | Prisoners of War Hans Goes Over The Top | Váleční zajatci                           | David Croft a Martin Dennis | Jeremy Lloyd a David Croft | 7. listopadu 1987  | 20. února 1997 |
| 23           | 2         | Camp Dance                              | Taneční vystoupení                        | David Croft a Martin Dennis | Jeremy Lloyd a David Croft | 14. listopadu 1987 | 25. února 1997 |
| 24           | 3         | Good Staff Are Hard to Find             | Kvalita neroste na stromě                 | David Croft a Martin Dennis | Jeremy Lloyd a David Croft | 21. listopadu 1987 | 26. února 1997 |
| 25           | 4         | The Flying Nun                          | Létající jeptiška                         | David Croft a Martin Dennis | Jeremy Lloyd a David Croft | 28. listopadu 1987 | 27. února 1997 |
| 26           | 5         | The Sausages in the Trousers            | Salám v kalhotech Salám v kalhotách (DVD) | David Croft                 | Jeremy Lloyd a David Croft | 5. prosince 1987   | 4. března 1997 |
| 27           | 6         | The Jet-Propelled Mother-In-Law         | Raketová tchyně                           | David Croft a Martin Dennis | Jeremy Lloyd a David Croft | 12. prosince 1987  | 6. března 1997 |

### Pátá řada (1988–1989)
| Č. v seriálu | Č. v řadě | Původní název                               | Český název                | Režie         | Scénář                        | Premiéra ve VB     | Premiéra v ČR   |
| ------------ | --------- | ------------------------------------------- | -------------------------- | ------------- | ----------------------------- | ------------------ | --------------- |
| 28           | 1         | Desperate Doings in the Dungeon             | Žalář                      | David Croft   | Jeremy Lloyd a David Croft    | 3. září 1988       | 11. března 1997 |
| 29           | 2         | The Camera in the Potato                    | Bramborový aparát          | Martin Dennis | Jeremy Lloyd a David Croft    | 10. září 1988      | 12. března 1997 |
| 30           | 3         | Dinner with the General                     | Krádež trezoru             | Martin Dennis | Jeremy Lloyd a David Croft    | 17. září 1988      | 13. března 1997 |
| 31           | 4         | The Dreaded Circular Saw                    | Svíčky pro Reného          | Martin Dennis | Jeremy Lloyd a David Croft    | 24. září 1988      | 18. března 1997 |
| 32           | 5         | Otherwise Engaged Enter Denise              | Dětská láska               | Martin Dennis | Jeremy Lloyd a David Croft    | 1. října 1988      | 19. března 1997 |
| 33           | 6         | A Marriage of Inconvenience                 | Těžké manželství           | Martin Dennis | Jeremy Lloyd a David Croft    | 8. října 1988      | 20. března 1997 |
| 34           | 7         | No Hiding Place Post-Matrimonial Depression | Jsem svůj otec             | Susan Belbin  | Jeremy Lloyd a David Croft    | 15. října 1988     | 25. března 1997 |
| 35           | 8         | The Arrival of the Homing Duck              | Dalekonosný kačer          | Susan Belbin  | Jeremy Lloyd a David Croft    | 22. října 1988     | 26. března 1997 |
| 36           | 9         | Watch the Birdie                            | Konference                 | Susan Belbin  | Jeremy Lloyd a David Croft    | 29. října 1988     | 27. března 1997 |
| 37           | 10        | René - Under an Assumed Nose                | Výbušný nos                | Susan Belbin  | Jeremy Lloyd a David Croft    | 5. listopadu 1988  | 1. dubna 1997   |
| 38           | 11        | The Confusion of the Generals               | Sedláci a prodavači cibule | Susan Belbin  | Jeremy Lloyd a David Croft    | 12. listopadu 1988 | 2. dubna 1997   |
| 39           | 12        | Who's for the Vatican                       | Loďka                      | Susan Belbin  | Jeremy Lloyd a David Croft    | 19. listopadu 1988 | 3. dubna 1997   |
| 40           | 13        | Ribbing the Bonk                            | Bankovní loupež            | Martin Dennis | Jeremy Lloyd a David Croft    | 26. listopadu 1988 | 8. dubna 1997   |
| 41           | 14        | The Reluctant Millionaires                  | Horké peníze               | Martin Dennis | Jeremy Lloyd a David Croft    | 3. prosince 1988   | 9. dubna 1997   |
| 42           | 15        | A Duck for Launch                           | Falešné peníze             | Martin Dennis | Jeremy Lloyd a David Croft    | 10. prosince 1988  | 10. dubna 1997  |
| 43           | 16        | The Exploding Bedpan                        | Nemocnice                  | Martin Dennis | Jeremy Lloyd a David Croft    | 17. prosince 1988  | 15. dubna 1997  |
| 44           | 17        | Going Like a Bomb                           | Nášlapné miny              | Martin Dennis | Jeremy Lloyd a David Croft    | 24. prosince 1988  | 16. dubna 1997  |
| 45           | 18        | Money to Burn                               | Peníze z nebe              | Martin Dennis | Jeremy Lloyd a David Croft    | 31. prosince 1988  | 17. dubna 1997  |
| 46           | 19        | Puddings Can Go Off                         | Vánoční puding             | Martin Dennis | Jeremy Lloyd a David Croft    | 7. ledna 1989      | 22. dubna 1997  |
| 47           | 20        | Land Mines for London                       | Shozeni v Anglii           | Richard Boden | Jeremy Lloyd a David Croft    | 14. ledna 1989     | 23. dubna 1997  |
| 48           | 21        | Flight to Geneva                            | Prťavá ponorka             | Richard Boden | Jeremy Lloyd a David Croft    | 21. ledna 1989     | 24. dubna 1997  |
| 49           | 22        | Train of Events                             | Trezor                     | Richard Boden | Jeremy Lloyd a David Croft    | 28. ledna 1989     | 29. dubna 1997  |
| 50           | 23        | An Enigma Variation                         | Kvarteto Excelsior         | Richard Boden | Jeremy Lloyd a David Croft    | 4. února 1989      | 30. dubna 1997  |
| 51           | 24        | Wedding Bloss                               | Svatba s Edith             | Richard Boden | John Chapman a Ian Davidson   | 11. února 1989     | 1. května 1997  |
| 52           | 25        | Down the Drain                              | Velký splách               | Richard Boden | Ronald Wolfe a Ronald Chesney | 18. února 1989     | 6. května 1997  |
| 53           | 26        | All in Disgeese Enigma's End                | Enigma                     | Richard Boden | Jeremy Lloyd a David Croft    | 25. února 1989     | 8. května 1997  |

### Šestá řada (1989)
| Č. v seriálu | Č. v řadě | Původní název                                       | Český název              | Režie       | Scénář                     | Premiéra ve VB | Premiéra v ČR   |
| ------------ | --------- | --------------------------------------------------- | ------------------------ | ----------- | -------------------------- | -------------- | --------------- |
| 54           | 1         | Desperate Doings in the Graveyard Rene's Ghost      | Reného duch              | David Croft | Jeremy Lloyd a David Croft | 2. září 1989   | 13. května 1997 |
| 55           | 2         | The Gestapo for the High Jump It's Raining Italians | Falešní letci            | David Croft | Jeremy Lloyd a David Croft | 9. září 1989   | 14. května 1997 |
| 56           | 3         | The Nouvion Oars The Goose and the Submarine        | Husa s blikajícíma očima | David Croft | Jeremy Lloyd a David Croft | 16. září 1989  | 15. května 1997 |
| 57           | 4         | The Nicked Airmen Rescuing the Airmen               | Záchrana letců           | David Croft | Jeremy Lloyd a David Croft | 23. září 1989  | 20. května 1997 |
| 58           | 5         | The Airmen De-Nicked Intelligence Officers          | Chlapci z rozvědky       | David Croft | Jeremy Lloyd a David Croft | 30. září 1989  | 21. května 1997 |
| 59           | 6         | The Crooked Fences The Fence                        | Plot                     | David Croft | Jeremy Lloyd a David Croft | 7. října 1989  | 22. května 1997 |
| 60           | 7         | Crabtree's Podgeon Pist Fanny's Wedding             | Fanny se vdává           | David Croft | Jeremy Lloyd a David Croft | 14. října 1989 | 27. května 1997 |
| 61           | 8         | Rising to the Occasion The Flying Bed               | Létající postel          | David Croft | Jeremy Lloyd a David Croft | 21. října 1989 | 28. května 1997 |

### Sedmá řada (1991)
| Č. v seriálu | Č. v řadě | Původní název                                     | Český název         | Režie         | Scénář                   | Premiéra ve VB  | Premiéra v ČR   |
| ------------ | --------- | ------------------------------------------------- | ------------------- | ------------- | ------------------------ | --------------- | --------------- |
| 62           | 1         | A Quiet Honeymoon Von Flockenstuffen in Command   | Padělané doklady    | Mike Stephens | Jeremy Lloyd a Paul Adam | 5. ledna 1991   | 29. května 1997 |
| 63           | 2         | An Almighty Bang Free at Last                     | Výbušné svíčky      | Sue Longstaff | Jeremy Lloyd a Paul Adam | 12. ledna 1991  | 3. června 1997  |
| 64           | 3         | Fleeing Monks Eloping to England                  | Let do Anglie       | Mike Stephens | Jeremy Lloyd a Paul Adam | 19. ledna 1991  | 4. června 1997  |
| 65           | 4         | Up the Crick Without a Piddle Hello Hans          | René v Anglii       | Sue Longstaff | Jeremy Lloyd a Paul Adam | 26. ledna 1991  | 5. června 1997  |
| 66           | 5         | The Gestapo Ruins a Picnic Lines of Communication | Telegrafní sloupy   | Mike Stephens | Jeremy Lloyd a Paul Adam | 2. února 1991   | 10. června 1997 |
| 67           | 6         | The Spirit of Nouvion                             | Duch Nuvionu        | Sue Longstaff | Jeremy Lloyd a Paul Adam | 9. února 1991   | 11. června 1997 |
| 68           | 7         | Leg it to Spain! A Barrel Full of Airmen          | Sudy na víno        | Mike Stephens | Jeremy Lloyd a Paul Adam | 16. února 1991  | 12. června 1997 |
| 69           | 8         | Prior Engagements Stuck!                          | Pomatené manželství | Sue Longstaff | Jeremy Lloyd a Paul Adam | 23. února 1991  | 17. června 1997 |
| 70           | 9         | Soup and Sausage The Ice Cream Truck              | Zmrzlina            | Mike Stephens | Jeremy Lloyd a Paul Adam | 2. března 1991  | 19. června 1997 |
| 71           | 10        | René of the Gypsies The Gypsy Carnival            | Cikáni              | Sue Longstaff | Jeremy Lloyd a Paul Adam | 16. března 1991 | 24. června 1997 |

### Vánoční speciál (1991)
| Č. v seriálu | Původní název     | Český název | Režie         | Scénář                   | Premiéra ve VB    | Premiéra v ČR   |
| ------------ | ----------------- | ----------- | ------------- | ------------------------ | ----------------- | --------------- |
| 72           | A Bun in the Oven | Těhotenství | John B. Hobbs | Jeremy Lloyd a Paul Adam | 24. prosince 1991 | 26. června 1997 |

### Osmá řada (1992)
| Č. v seriálu | Č. v řadě | Původní název                          | Český název         | Režie         | Scénář                   | Premiéra ve VB | Premiéra v ČR     |
| ------------ | --------- | -------------------------------------- | ------------------- | ------------- | ------------------------ | -------------- | ----------------- |
| 73           | 1         | Arousing Suspicions The Radio Station  | Rádio               | John B. Hobbs | Jeremy Lloyd a Paul Adam | 5. ledna 1992  | 1. července 1997  |
| 74           | 2         | A Woman Never Lies Blackmail & Robbery | Vydírání a krádež   | John B. Hobbs | Jeremy Lloyd a Paul Adam | 12. ledna 1992 | 3. července 1997  |
| 75           | 3         | Hitler's Last Heil Dynamite for Hitler | Dynamit pro Hitlera | John B. Hobbs | Jeremy Lloyd a Paul Adam | 19. ledna 1992 | 8. července 1997  |
| 76           | 4         | Awful Wedded Wife Capturing Hitler     | Chycení Hitlera     | John B. Hobbs | Jeremy Lloyd a Paul Adam | 26. ledna 1992 | 10. července 1997 |
| 77           | 5         | Firing Squashed Hitler on the Run      | Hitler na útěku     | John B. Hobbs | Jeremy Lloyd a Paul Adam | 2. února 1992  | 15. července 1997 |
| 78           | 6         | A Fishful of Francs The Fish           | Ryba                | John B. Hobbs | Jeremy Lloyd a Paul Adam | 9. února 1992  | 17. července 1997 |
| 79           | 7         | A Swan Song Escape to Spain            | Útěk do Španělska   | John B. Hobbs | Jeremy Lloyd a Paul Adam | 1. března 1992 | 22. července 1997 |

### Devátá řada (1992)
| Č. v seriálu | Č. v řadě | Původní název                                  | Český název        | Režie         | Scénář                   | Premiéra ve VB     | Premiéra v ČR     |
| ------------ | --------- | ---------------------------------------------- | ------------------ | ------------- | ------------------------ | ------------------ | ----------------- |
| 80           | 1         | Gone with the Windmill Fighting with Windmills | Větrný mlýn        | John B. Hobbs | Jeremy Lloyd a Paul Adam | 9. listopadu 1992  | 24. července 1997 |
| 81           | 2         | A Tour de France Missing and Presumed Dead     | Otroci lásky       | John B. Hobbs | Jeremy Lloyd a Paul Adam | 16. listopadu 1992 | 29. července 1997 |
| 82           | 3         | Dead Man Marching René Artois Is Still Dead    | Amnézie            | John B. Hobbs | Jeremy Lloyd a Paul Adam | 23. listopadu 1992 | 31. července 1997 |
| 83           | 4         | Tarts and Flickers The Fishmonger Float        | Rybářská přehlídka | John B. Hobbs | Jeremy Lloyd a Paul Adam | 30. listopadu 1992 | 5. srpna 1997     |
| 84           | 5         | A Fishy Send-Off Sand Trap                     | Golfový klub       | John B. Hobbs | Jeremy Lloyd a Paul Adam | 7. prosince 1992   | 7. srpna 1997     |
| 85           | 6         | A Winkle in Time The End of the War            | Konec války        | John B. Hobbs | Jeremy Lloyd a Paul Adam | 14. prosince 1992  | 12. srpna 1997    |

### Další speciály
U příležitosti 10. výročí seriálu vznikl dodatečný speciální díl složený většinou z archivních záběrů, doplněný i novými scénami. Další speciál vznikl o 13 let později a kombinuje archivní záběry s novými scénami a rozhovory s herci.
| Č. v seriálu | Původní název              | Scénář                                     | Premiéra ve VB |
| ------------ | -------------------------- | ------------------------------------------ | -------------- |
| 86           | The Best of 'Allo 'Allo!   | Jeremy Lloyd a Paul Adam (dodatečné scény) | 17. srpna 1994 |
| 87           | The Return of 'Allo 'Allo! | Jeremy Lloyd (nové scény)                  | 28. dubna 2007 |